# Charles Nagel
Pour les articles homonymes, voir Nagel.
Charles Nagel, né le 9 août 1849 dans le comté de Colorado (Texas) et mort le 5 janvier 1940 à Saint-Louis (Missouri), est un homme politique américain. Membre du Parti républicain, il est secrétaire au Commerce et au Travail entre 1909 et 1913 dans l'administration du président William Howard Taft.

## Source
- (en) Cet article est partiellement ou en totalité issu de l’article de Wikipédia en anglais intitulé « Charles Nagel » (voir la liste des auteurs).